# جین پیتنی
 جین پیتنی (به انگلیسی: Gene Pitney) (زاده ۱۷ فوریهٔ ۱۹۴۰-درگذشته ۵ آوریل ۲۰۰۶) خواننده آمریکایی است.